# Iveco T-Reihe
Die Iveco T-Reihe war eine schwere Nutzfahrzeug-Baureihe des Herstellers Iveco, die auf der IAA 1977 in Frankfurt präsentiert wurde. Es waren die ersten konzernweit einheitlich angebotenen Lastwagen, die zu Anfang allerdings noch parallel die vier Markennamen der in Iveco aufgegangenen Nutzfahrzeughersteller Fiat, OM, Unic und Magirus-Deutz trugen. Die angebotenen Nah- und Fernverkehrskabinen waren eine Modifizierung der von Fiat 1970 eingeführten Frontlenkerkabine, die u. a. eine vergrößerte Frontscheibe erhielt.
Auf dem Lkw-Markt konkurrierte die T-Reihe in erster Linie mit dem Mercedes-Benz NG, dem MAN F8 und dem Volvo F12.
Bei Magirus wurde sie als M-Reihe bezeichnet und löste ab 1978 die D-Reihe ab, die noch auf dem 1963 eingeführten Trans-Europa-Fahrerhaus basierte. Produziert wurde die M-Reihe in Turin und Trappes.
Während Magirus auf luftgekühlte Deutz-Dieselmotoren setzte, bot Fiat die gleichen Fahrzeuge als Fiat 190 mit wassergekühlten Motoren an.
1981 wurden die wassergekühlten Fiat-Motoren in das Magirus-Programm übernommen. Die luftgekühlten Motoren wurden nach und nach aus dem Programm genommen.
Ab dem 1. Januar 1983 wurden alle Produkte von Magirus-Deutz in Deutschland unter den Namen Iveco Magirus vertrieben. Anstelle des großen Magirus-Deutz-Schriftzugs mit kleinem Iveco-Logo trugen die Fahrzeuge nun einen großen Iveco- und einen kleinen Magirus-Schriftzug auf dem Kühlergrill.
Oberhalb der T-Reihe wurde ab 1984 der Iveco TurboStar angeboten, der abweichend zur T-Reihe über ein Großraumfahrerhaus und leistungsstärkere Motoren verfügte.
1985 wurde die T-Reihe optisch an den TurboStar angeglichen und erhielt u. a. eine Frontstoßstange und vordere Kotflügel aus dunkelgrauem Kunststoff. Der Magirus-Schriftzug entfiel, dafür gab es einen neuen Turbo-Schriftzug oberhalb des Kühlergrills.
Am 14. März 1985 lief mit dem 190-30 der erste in Deutschland gefertigte Lkw der T-Reihe vom Band. Die T-Reihe wurde nun in Ulm und Turin gebaut.
1990 wurde die T-Reihe zum Iveco TurboTech weiterentwickelt und abgelöst.
Eine ganze Reihe von Lastwagen aus dem russischen Uralski Awtomobilny Sawod nutzt aufgrund einer Kooperation der Hersteller noch 2016 das Fahrerhaus der Iveco-T-Reihe. Dazu gehören Typen wie der schwere Ural-5323, aber auch der Ural-43206 und Versionen des bekannten Ural-4320.

## Bauarten
- Lastwagen 4×2 (Magirus xxx M 19 F, Iveco 190-xx)
- Sattelzugmaschinen 4×2 (Magirus xxx M 19 FS, Iveco 190-xx T)
- Lastwagen 6×2 mit Nachlauf-Liftachse (Magirus xxx M 22/26 F, Iveco 240-xx P)
- Sattelzugmaschinen 6×2 (Magirus xxx M 22 FS, Iveco 220-xx PT)

Bei Magirus (bis 1982) geben die drei Ziffern vor dem M die Motorleistung in PS an, bei Iveco (ab 1983) die zwei Ziffern hinter dem Bindestrich die Motorleistung in PS geteilt durch 10.

## Motorisierung
Luftgekühlte Motoren
- KHD F8L 413 F, V8, 12.763 cm³ Hubraum: 188 kW (256 PS)
- KHD BF8L 413 F, V8, 12.763 cm³ Hubraum: 206–212 kW (280–288 PS)
- KHD F10L 413 F, V10, 15.945 cm³ Hubraum: 235 kW (320 PS)

Wassergekühlte Motoren
- Iveco 8460.21, R6, 9.500 cm³ Hubraum: 191 kW (260 PS)
- Iveco 8210.22, R6, 13.798 cm³ Hubraum: 224 kW (304 PS)
- Iveco 8460.41, R6, 9.500 cm³ Hubraum: 234 kW (318 PS)
- Iveco 8210.42, R6, 13.798 cm³ Hubraum: 265 kW (360 PS)
- Iveco 8280.22 R, V8, 17.174 cm³ Hubraum: 280 kW (380 PS)